# Snowy White
Terence Charles "Snowy" White (3 de març de 1948, a Barnstaple, Devon, Anglaterra), és un guitarrista anglès, popular per haver tocat per a Thin Lizzy (de 1979 a 1981), per a Pink Floyd (com a músic de sessió en viu, el 1977 i 1979) i, més recentment, per a Roger Waters, el 1999. També va estar present en el disc Wet Dream de Richard Wright. Va formar la banda White Flames el 1983, amb la qual va gravar alguns discos.
Va col·laborar amb Roger Waters, havent tocat a Europa, Amèrica del Nord, Austràlia, Àsia i Amèrica del Sud, en un xou en el que s'interpreta tot el disc de The Dark Side of the Moon, algunes versions de Pink Floyd i cançons de Roger Waters de la seva carrera com a solista. També és conegut pel seu treball en solitari de 1983 "Bird of Paradise", que va entrar al Top 10 de la llista britànica UK Singles Chart de senzills.

## Discografia
- 1983: Snowy White - White Flames
- 1984: Snowy White - Snowy White
- 1984: Snowy White - That Certain Thing
- 1988: Snowy White's Blues Agency - Change My Life
- 1989: Snowy White's Blues Agency - Open For Business
- 1994: Snowy White - Highway to the Sun
- 1995: Mick Taylor & Snowy White - Arthur's Club-Geneve 1995
- 1996: Snowy White & the White Flames - No Faith Required
- 1998: Snowy White & the White Flames - Little Wing
- 1999: Snowy White & the White Flames - Keep Out - We Are Toxic
- 2002: Snowy White & the White Flames - Restless
- 2005: Snowy White & the White Flames - The Way It Is
- 2007: Snowy White & the White Flames - Live Flames

### Compilacions
- 1993: Snowy White's Blues Agency - The Best of Snowy White's Blues Agency
- 1996: Snowy White - Goldtop: Groups & Sessions
- 1999: Snowy White - Pure Gold - The Solo Years 1983-98
- 2003: Snowy White - Bird Of Paradise - An Anthology

### Thin Lizzy
- Chinatown, 1980
- Renegade, 1981
- Life, 1983

### Pink Floyd
- Animals (curta aparició), 1977
- Is There Anybody Out There? The Wall Live 1980-1981, 2000

### Richard Wright
- Wet Dream, 1978

### Roger Waters
- The Wall Live in Berlin, 1990
- In the Flesh: Live, 2000
- Flickering Flame: The Solo Years Vol. 1, 2002